# Ołeksandropilla
Ołeksandropilla (ukr. Олександропілля) – wieś na Ukrainie, w obwodzie ługańskim, w rejonie siewierodonieckim. W 2001 liczyła 359 mieszkańców.